# Nam Duy Nguyen

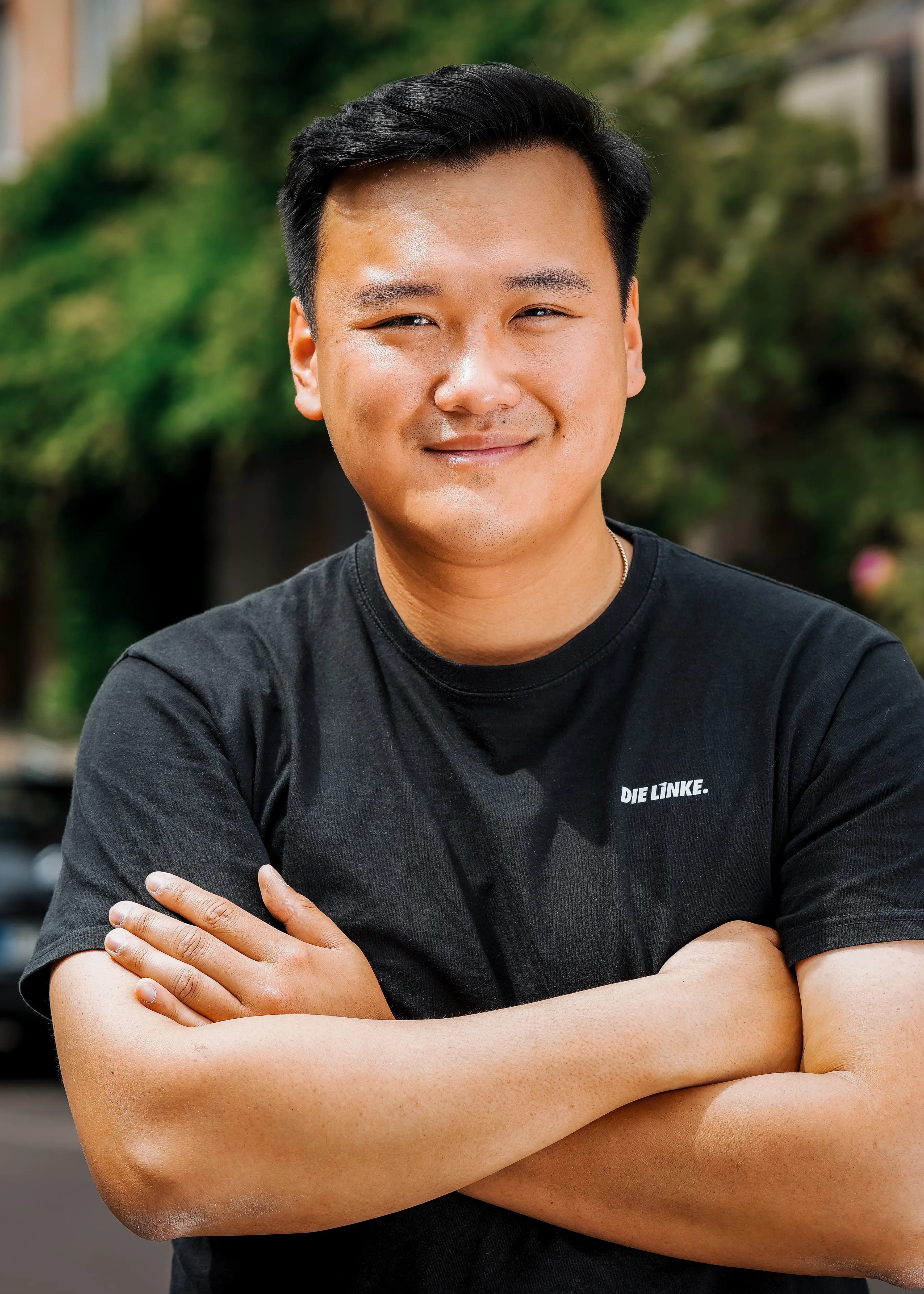
Nam Duy Nguyen (2024)

Nam Duy Nguyen (vietnamesisch Nam Duy Nguyễn; * 1996 in Dresden) ist ein deutscher Politiker (Die Linke) und seit 2024 Mitglied des Sächsischen Landtags.

## Leben

### Privates
Nam Duy Nguyen wuchs in der sächsischen Kleinstadt Riesa auf. Seine Eltern kamen in den 1980er-Jahren als Vertragsarbeiter aus Vietnam in die DDR, arbeiteten erst in der Stahlindustrie, dann als Gemüsehändler und betreiben heute einen Kiosk.
Nguyen absolvierte einen Bachelor in Politikwissenschaft und ist Masterstudent in Soziologie sowie Mitarbeiter in einem Bildungsverein.

### Politische Laufbahn

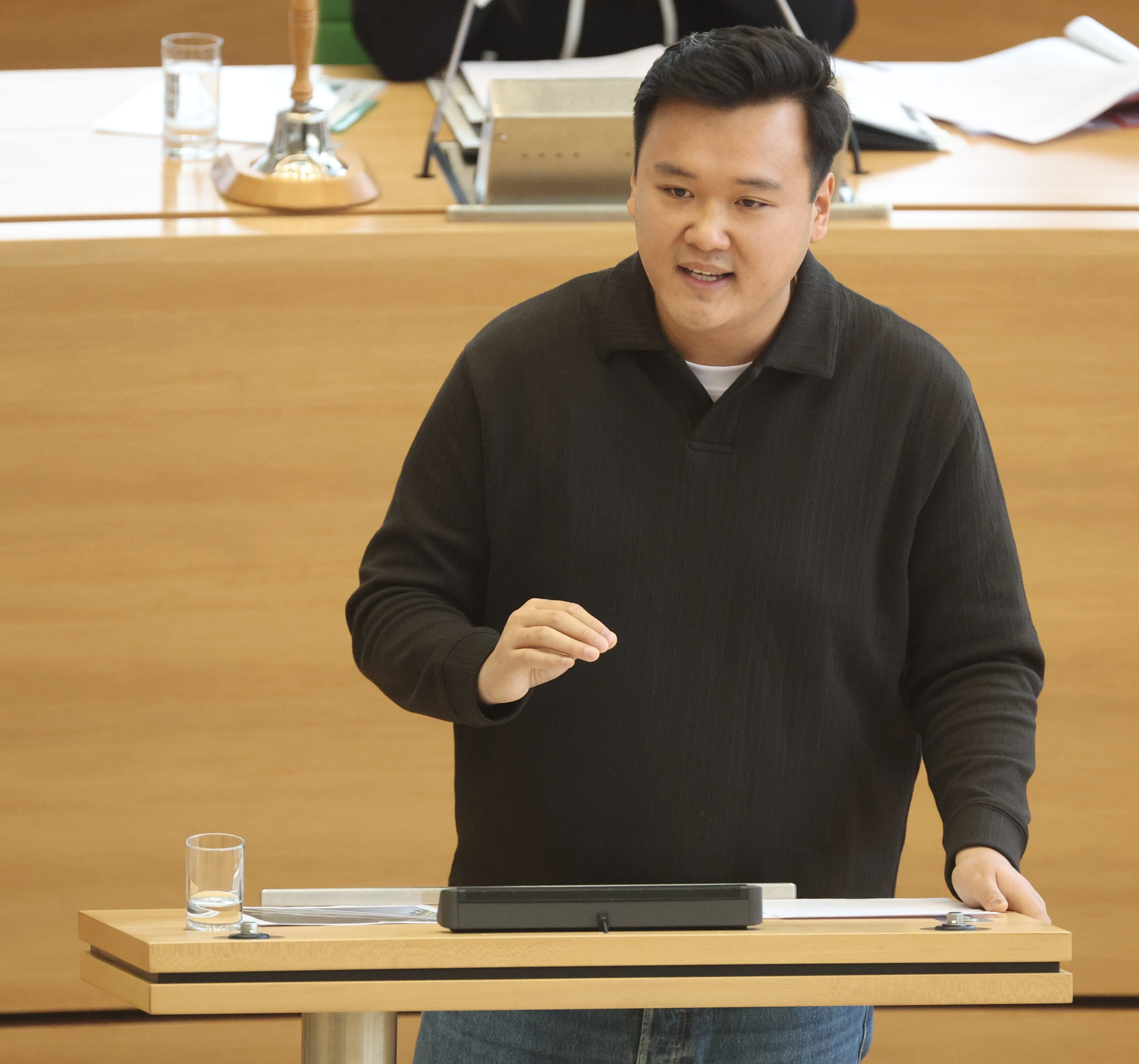
Nguyen bei seiner ersten Rede im Sächsischen Landtag (Dezember 2024)

Nguyens politisches Engagement begann während seines Studium in Leipzig, wo er im Sozialistisch-Demokratischen Studierendenverband (SDS) aktiv war. Als politisch prägenden Moment nennt er die Demonstrationen von Pegida in Dresden um 2015. Er organisierte damals in Leipzig die Gegendemonstration zum Leipziger Pegida-Ableger Legida mit. 2017 war er Sprecher der Kampagne „Rauscher rausch ab“ gegen den Jura-Professor Thomas Rauscher, dessen Tweets als rassistisch bewertet wurden.
2015 trat Nguyen der Partei Die Linke bei. Im September 2022 war er Mitorganisator der Sozialprotest-Großdemonstration zum „Heißen Herbst“ in Leipzig. Vor Ort hielt er einen Redebeitrag, in dem er seine eigene Herkunft aus Armut betonte und die Ungerechtigkeit, die vielen Menschen widerfährt, die ein Leben lang arbeiten und dennoch zu wenig zum Leben haben.
Bei der Landtagswahl in Sachsen 2024 gewann er mit 39,8 % der Stimmen das Direktmandat im Wahlkreis Leipzig 1 Zusammen mit dem Direktmandat von Juliane Nagel im Wahlkreis Leipzig 4 sicherte das seiner Partei den Einzug in den Landtag auf Basis der Grundmandatsklausel. Nguyen wurde der erste Abgeordnete mit außereuropäischen Wurzeln und der erste Abgeordnete of color im sächsischen Landtag.
Nach eigenen Angaben spendet Nguyen einen Großteil seines Gehalts im Landtag, da er sich „als Abgeordneter nicht bereichern möchte“. Er gibt an, 2.500 € netto im Monat für seinen Bedarf zu verwenden; den Rest spende er an Menschen in Notlagen sowie an seine Partei oder investiere sie in soziale Projekte.

## Wahlkampf und politische Positionen
In seinem Wahlkampf betonte Nguyen Klassenpolitik und Antirassismus. Er und seine 300 Mitstreiter verfolgten die Strategie, an möglichst vielen Haustüren persönliche Gespräche zu führen. Nach eigenen Angaben führte er mit seinem Team mehr als 14.000 Gespräche mit Menschen an der Haustür darüber, was ihnen politisch wichtig sei. Daraus leitete Nguyen politische Forderungen ab: bezahlbarer Wocheneinkauf sowie Mieten und kostenloser, ausgebauter ÖPNV. Diese Strategie sowie die Tatsache, dass mit seinem Direktmandat der Wiedereinzug der Partei Die Linke in den sächsischen Landtag gelingen könnte, sorgten schon vor der Wahl 2024 bundesweit für Schlagzeilen.

### Kontroversen
Zur Unterstützung des Wahlkampfs 2024 nahm Nguyen eine externe Finanzierung von 25.000 € durch die Nichtregierungsorganisation Campact an. Dies wurde von Nguyens Konkurrentin Christin Melcher sowie weiteren Politikern der Partei Die Grünen kritisiert. Auch für die Grünen war vor der Wahl prognostiziert worden, dass ihr Einzug in den Landtag vom Direktmandat im Wahlkreis Leipzig 1 abhängen könnte.

## Vorfall beim AfD-Bundesparteitag 2025
Bei Protesten gegen den AfD-Bundesparteitag in Nguyens Heimatstadt, dem sächsischen Riesa, am 11. Januar 2025 kam es zu einem Vorfall zwischen Nguyen und der Polizei. Obwohl er sich als parlamentarischer Beobachter auswies, wurde Nguyen von einem Polizisten ins Gesicht geschlagen, was bei ihm kurzzeitig zu Bewusstlosigkeit führte. Auch ein Begleiter wurde verletzt. Nguyen erstattete daraufhin Strafanzeige. Der sächsische Innenminister Armin Schuster kündigte an, den Vorfall aufzuarbeiten und bestätigte die Einleitung eines Ermittlungsverfahrens wegen des Verdachts der Körperverletzung im Amt. Anhand von polizeilichem Videomaterial konnte ein niedersächsischer Polizist identifiziert werden, der Nguyen schlug, sowie weitere am Vorfall beteiligte Polizeibeamte.